# SNCASO SO.4050 Vautour
O SNCASO SO.4050 Vautour é um caça-bombardeiro francês, construído pela SNCASO na década de 1950. Foram construídas 140 unidades, tendo 31 unidades exportadas para Israel. Estas aeronaves foram utilizadas até 1978 pela Armée de l'Air (Adl'A). Vautour é o francês de Abutre.

## Desenvolvimento
No início da década de 1950, a Armée de l'Air requereu um caça a reação equipado com duas turbinas SNECMA Atar. Tendo em vista esta requisição, uma equipe da SNCASO, liderada por Jean-Charles P
arot, que trabalhava em um protótipo de bombardeiro, o SO.4000, apresentou uma versão modificada deste protótipo, menor, com asas enflechadas e preparadas para carregar as duas turbinas em seus pilones, um pod ventral para carregamento de armas, quatro canhões DEFA, de 30mm, melhor autonomia e desempenho para alcançar mais de 1000 km/h.
Este projeto foi aceito em 1952, tendo sido prevista três variantes:
- Vautour IIA: Aeronave de ataque (monoplace)
- Vautour IIN: Caça all-weather (biplace em tandem)
- Vautour IIB: Bombardeiro (biplace em tandem)

O primeiro protótipo, um Vautour IIN (SO.4050-1), levantou voo no dia 16 de outubro de 1952, sendo equipado com duas turbinas SNECMA Atar 101B. Em Junho de 1953, um protótipo recebe turbinas Atar 101C, quebrando a barreira do som em mergulho. O protótipo do Vautour IIA (SO.4050-2) decolou para seu primeiro voo em 16 de dezembro de 1953, equipado com turbinas Atar 101D e o protótipo de Vautour IIB (SO.4050-3) o fez em 5 de dezembro de 1954, com turbinas britânicas Armstrong Siddeley Sapphire ASSa.6. Seus exemplares de pré-produção foram equipados com as variantes 101D e 101E do reator Atar.

## Descrição
O Vautour é um monoplano, asa alta, enflechadas em 35º e empenagem cruciforme. A aeronave é equipada com duas turbojatos SNECMA Atar 101 posicionados em pods nas asas. Equipado com trens de pouso em triciclo, sendo apoiados, por um par de trens estabilizadores, posicionados nos pods dos motores. A fuselagem carrega uma grande baia de armas, medindo 5 metros, alem de um tanque de combustível interno substancial.

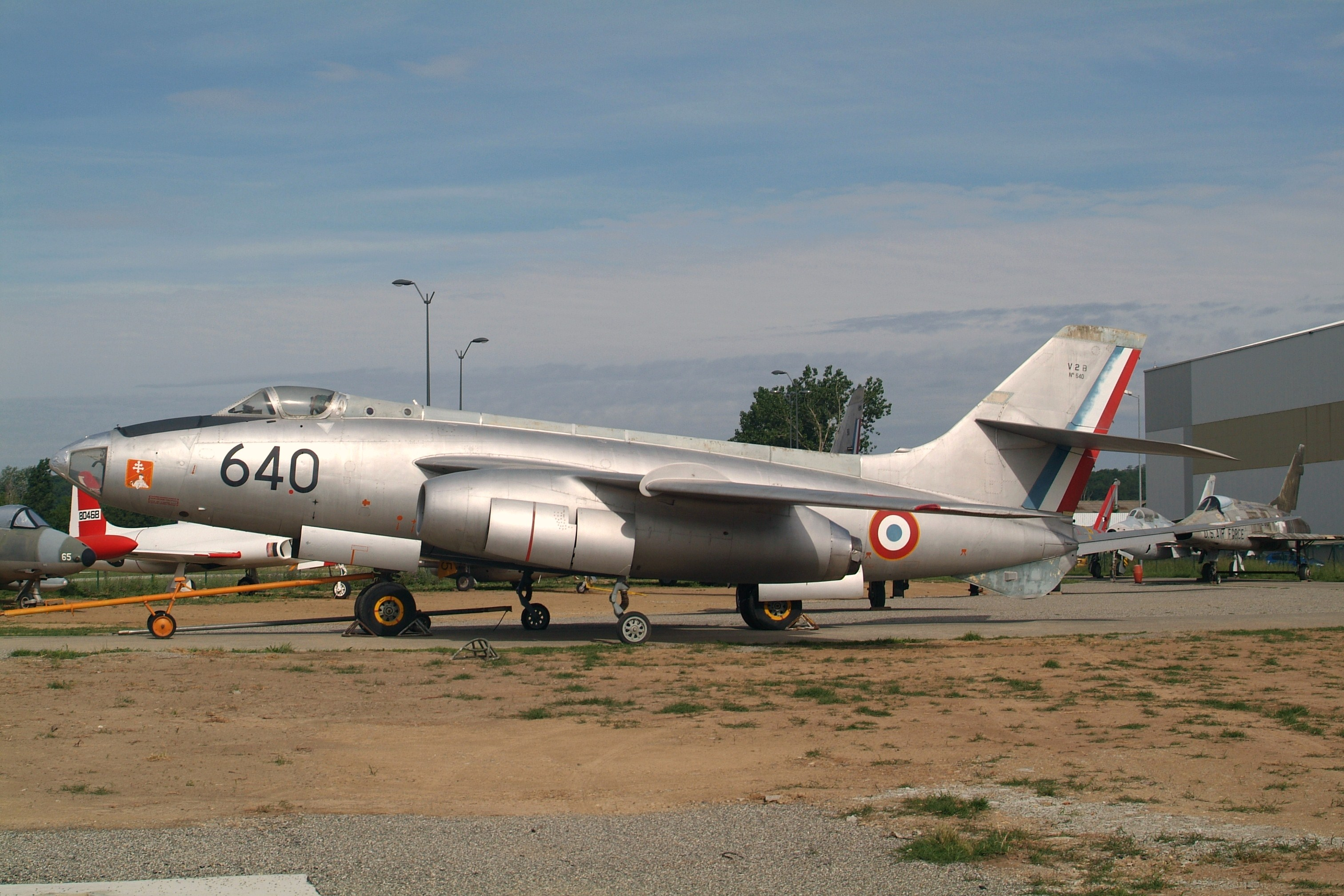
SNCASO SO.4050 Vautour IIB

O Vautour IIB carece de sistemas de radar e outros sistemas modernos de navegação/ataque, tendo sido, as armas, guiadas por uma mira de bombardeiro Norden, provinda das aeronaves americanas da Segunda Guerra Mundial, esta mira era operada pelo bombardeador, que era posicionado no assento do nariz de plexiglass da aeronave, junto do equipamento óptico. As variantes Vautour IIA e IIB eram limitadas a operações somente de dia limpo, porem, o Vautour IIN tinha capacidade all-weather (podendo operar de noite e com clima adverso), devido ao radar que carregava em seu nariz. No serviço pela IDF/AF, a falta destes sistemas nas variantes IIA e IIB não trouxeram muitas desvantagens a aeronave, devido a, geralmente, não ter climas adversos nas áreas nos quais os operavam, porem, no cenario europeu, onde as adversidades do clima são normais isso representava uma séria limitação. Como resultado desta limitação, a Adl'A não pode usar o Vautour IIA como aeronaves de linha de frente, sendo estas, suplantadas pelo Dassault Mirage III nessa missão e maioria das aeronaves Vautour IIB foram modificadas para operar em missões de reconhecimento (Vautour IIBR) e guerra eletrônica (Vautour IIGE).
O Vautour IIB podia carregar em su baia de armas interna uma unica arma nuclear AN-11 ou AN-22, mesmo tendo como primeira alternativa para carregar estas armas, o Dassault Mirage IV. Uma forta de 40 Vautour IIB foram designadas, em 1955, para ser a frota inicial do Command des Forces Aeriennes Strategique (CFAS) da Adl'A, a força de dissuasão principal francesa. Porem, a aeronave foi considerada sem desempenho para ser uma aeronave de bombardeiro estratégico, tendo sido feito um requerimento para um bombardeiro estratégico francês em 1956.
Para este requerimento, a SNCASO ofereceu o SO.4060 Super Vautour, com alcance de combate de 2.735 km a Mach 0.9, porem, esta aeronave perdeu para o Dassault Mirage IV.

## Carreira

### França

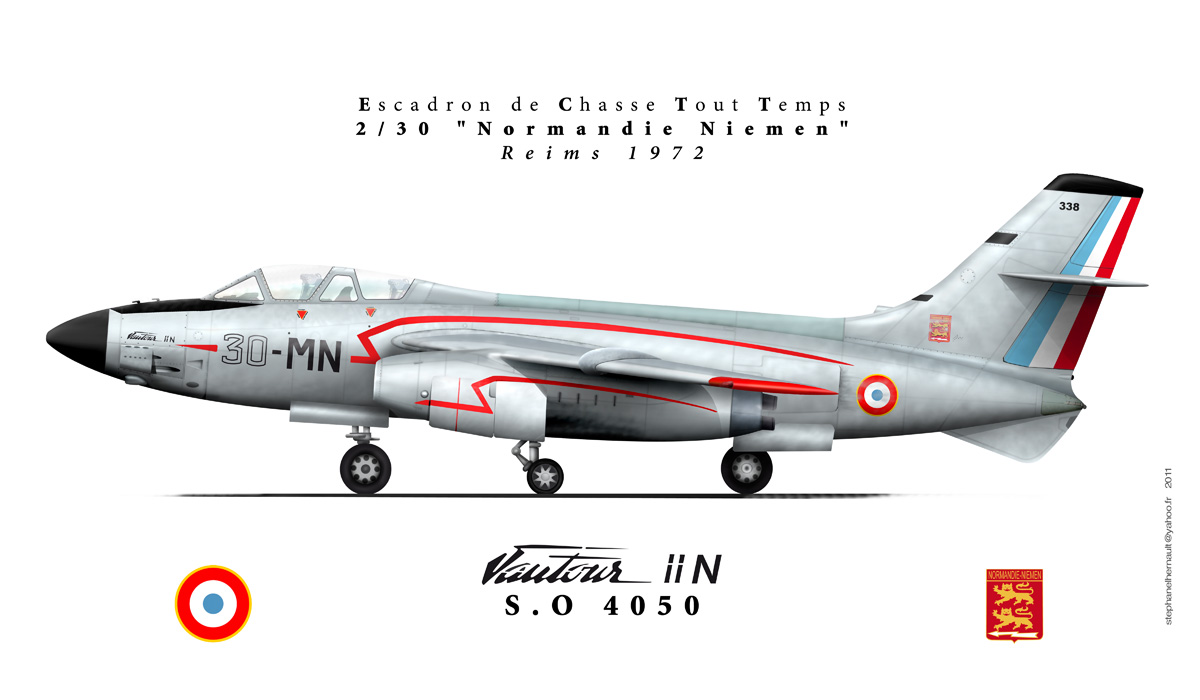
SNCASO SO.4050 Vautour IIN

Após sua fase de desenvolvimento, foi iniciada sua produção em série, sendo construídas as unidades em Saint-Nazaire (Loire-Atlantique), tendo sua primeira unidade de série entregue para a Armée de l'Air em 1956. Até de 1958, 140 exemplares da encomenda de 300 unidades para a Adl'A haviam sido concluídos. A Adl'A percebeu, pouco tempo após, que não necessitaria dos Vautour IIA, que foram usados como treinadores durante pouco tempo, após isso, se indicou que estas aeronaves fossem vendidas.
Uma parte dos Vautour IIB franceses foram modificados para missões de reconhecimento (sendo designados Vautour IIBR) e para guerra eletrônica (Vautour IIGE). Entre 1967 e 1971, 60 aeronaves foram revisadas (Operação Joventour)e operadas até 1978, quando houve a desativação do Vautour na Adl'A. Os últimos exemplares foram utilizados para rebocagem de alvos e calibração de radar.
Em serviço pela Adl'A, o Vautour nunca foi usado em combate, porem, algumas unidades do Vautour foram utilizados em testes nucleares franceses na Polinésia. Estas aeronaves eram responsáveis por recuperar amostras de partículas do ar após a explosão. Essa amostragem era feita por sondas fixas nas asas, durante passagens dentro da nuvem radioativa criada pela detonação do artefato nuclear. Em 1975, após oito campanhas de testes nucleares, estas aeronaves tiveram destinos diferentes:
- As cinco aeronaves mais contaminadas (matriculas 317, 604, 607, 611 e 625) foram enterrados  em centenas de metros em localização desconhecida.
- Quatro aeronaves foram descartadas (matriculas 004, 309, 313 e 323)
- Uma unica aeronave (matricula 302) é preservado em exibição estática no Atol de Hao.

O Vautour era considerado obsoleto e fraco, as turbinas Atar 101 nunca renderam muita potencia ao jato. Como caça e interceptador, foi logo substituído pelo Mirage III, como bombardeiro, a falta de um sistema de navegação avançada/ataque era uma limitação ao bi-reator francês.

### Israel

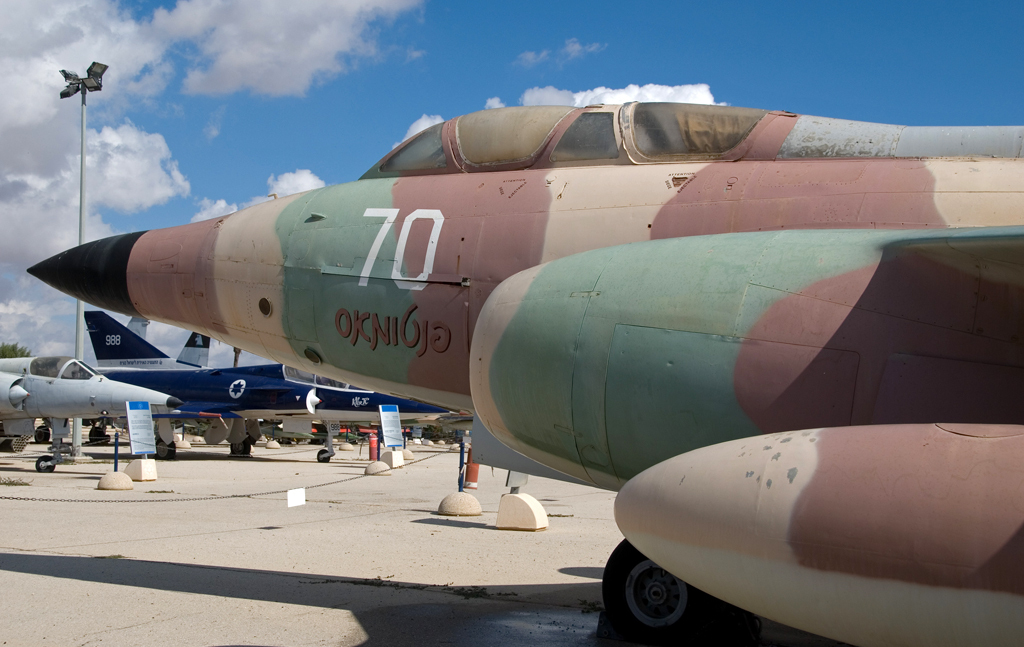
Um Vautour IIN da IDF/AF

O único operador estrangeiro do Vautour foi a Hel HaAvir (IDF/AF). Em abril de 1957, foram adquiridos 19 Vautour IIA, 4 Vautour IIN e 8 Vautour IIB, que foram entregues a IDF/AF de agosto de 1957 até março de 1959. Nos anos de serviço em Israel, algumas unidades foram modificadas para fazer missões de reconhecimento.
Estas aeronaves estiveram em combate na Guerra dos Seis Dias e na Guerra de Desgaste. Estas aeronaves eram utilizadas para missões de bombardeiro, tendo sido como uma das principais, o ataque ao Aeródromo H-3, no Iraque, na Guerra dos Seis Dias em 1967, porem, já estiveram em combates ar-ar, tendo, em 6 de Junho de 1967, aos comandos do Capitão Ben-Zion Zohar, abatido um Hawker Hunter iraquiano, sendo esta, a unica vitória ar-ar do bombardeiro francês em sua história. Em serviço pela IDF/AF, foram perdidos 15 Vautour, seis abatidos por defesa anti-aérea ou combates ar-ar.
Em 1971, o Vautour começou a ser retirado de serviço da IDF/AF, sendo substituído pelo A-4H Skyhawk. As ultimas unidades operaram como rebocadores de alvos no Sinai, sendo retirados de serviço em Março de 1972. Os Israelenses gostaram da versatilidade e do alcance dos jatos franceses, tendo sido um jato muito bem visto em seu serviço em Israel.

## Variantes

### Prototipos
- SO.4050-1: Protótipo de caça biplace em tandem, com capacidade all-weather, movido por duas turbinas SNECMA Atar 101B com 5,291 lb/f de empuxo. Primeiro voo em 16 de outubro de 1952, somente uma unidade foi construída. Protótipo do Vautour IIN.
- SO.4050-2: Protótipo de aeronave de ataque, monoplace, movido por duas turbinas SNECMA Atar 101D com 6,217 lb/f de empuxo. Primeiro voo em 16 de dezembro de 1953, somente uma unidade construída. Protótipo do Vautour IIA.
- SO.4050-3: Protótipo de bombardeiro, biplace, movido por duas turbinas Armstrong Siddeley Sapphire ASSa.6, com 8,300 lb/f de empuxo. Primeiro voo em 5 de dezembro de 1954, somente uma unidade construída. Protótipo do Vautour IIB.

### Variantes de Produção
- Vautour IIA: Aeronave de ataque de longa distância, armada com canhões e bombas (carregadas internamente ou em quatro pilones externos). 30 unidades construídas.
- Vautour IIB: Bombardeiro biplace, com o cone do nariz em plexiglass para alocar o bombardeador/observador, substituindo os canhões. Carrega bombas internamente (na baia de bombas) ou externamente (em pilones externos). 40 unidades construídas.
  - Vautour IIBR: Variante do Vautour IIB modificada para reconhecimento.
  - Vautour IIGE: Variante do Vautour IIB modificada para guerra eletrônica.
  - Vautour IIB-TT: Variante do Vautour IIB modificada para reboque de alvos.
- Vautour IIN: Caça all-weather, biplace em tandem, equipada com um radar DRAC-25I ou DRAC-32I posicionada no cone do nariz. Armada com canhões, misseis ar-ar e foguetes não-guiados. 70 unidades construídas.

## Operadores
- França: a Armée de l'Air operou 112 aeronaves entre 1956 a 1978.
  - 92me Escadre de Bombardement: operou as variantes Vautour IIB e IIN de 1970 a 1978.
    - Escadron de Bombardement 1/92 "Bourgogne"
    - Escadron de Bombardement 2/92 "Aquitaine"

  - Centro de Trenamento de Bombardeiros: operou o Vautour IIB
  - 30me Escadre de Chasse Tout Temps: operou as variantes Vautour IIN e Vautour IIA (a ultima, como aeronave de treinamento)
    - 1/30 Escadron de Chasse Tout Temps "Loire"
    - 3/30 Escadron de Chasse Tot Temps "Lorraine"

- Israel: a Hel HaAvir operou 31 aeronaves entre 1958 e 1972.
  - 110 Squadron: baseado em Ramat David, operou 19 Vautour IIA e quatro Vautour IIB.
  - 119 Squadron: baseado em Tel-Nof, operou oito Vautour IIN.

## Especificações

### Caracteristicas Gerais
- Tripulação: Um tripulante (Vautour IIA)/ Dois tripulantes (Vautour IIB/IIN)
- Comprimento: 15,57 m
- Envergadura: 15,10 m
- Altura: 4,94 m
- Area da asa: 45m²
- Peso vazio: 10,000 kg
- Peso maxmo de decolagem: 21,000 kg
- Motores: 2x Turbojatos SNCEMA Atar 101D-3, com 6,215 lb/f de empuxo cada ou;
 2x Turbojatos SNECMA Atar 101E-3, com 7,710 lb/f de empuxo cada ou;
 2x Turbojatos SNECMA Atar 101E-5, com 8,155 lb/f de empuxo cada

### Performance
- Velocidade maxima: 1.110 km/h (Mach 0.9) ao nivel do mar.
- Alcance: 5.400 km
- Teto de serviço: 15,200 m
- Taxa de subida: 60 m/s
- Carga alar: 403 kg/m³
- Empuxo/Peso: 0.4

### Armamento
- 4x canhões DEFA 551 de 30x113mm DEFA, com 100  disparos cada.
- Baia interna podendo carregar
  - 2,725 kg em bombas (normalmente, seis bombas de 450 kg, podendo carregar uma bomba nuclear AN-11 ou AN-22)
  - pack de 19 foguetes SNEB, de 68 mm
  - pack de câmera
  - um tanque de 1500 litros de combustível.
- Quatro pilones nas asas, podendo carregar 1500 kg (na parte interna da asa) ou 500 kg (na parte externa da asa), totalizando 4000 kg. Podendo carregar:
  - 2x misseis ar-ar guiados por radar semi-ativo (SARH) Matra R-511 ou misseis ar-ar guiados por radio-comando Nord AA.20
  - pod de foguetes SNEB, de 68 mm
  - bombas de proposito geral e tanques de napalm

### Eletrônica e Equipamento Óptico
- Radar DRAC-25I ou DRAC-32I (Vautour IIN)
- Mira de Bombardeiro Norden (Vautour IIB)